# موسم حرائق أستراليا 2018–19
كان من المتوقع أن يكون موسم حرائق الغابات في أستراليا في 2018-2019 "قاتمًا إلى حد ما" في أجزاء من أستراليا، لا سيما في الشرق، وفق توقعات ريتشارد ثورنتون الرئيس التنفيذي لمركز بوش-فاير للأخطار الطبيعية والمخاطر في سبتمبر 2018. كانت حرائق الغابات الكبيرة قد اندلعت بالفعل في جنوب نيو ساوث ويلز خلال فصل الشتاء. كانت التوقعات بالنسبة لفصل الربيع أعلى مع تضاعف احتمالية حدوث ظاهرة "إل-نينو" العادية في الصيف. وكانت أجزاء كثيرة من شرق أستراليا بما في ذلك كوينزلاند ونيو ساوث ويلز وجيبسلاند في فيكتوريا تعاني بالفعل من الجفاف. كما تم التنبؤ بحدوث حرائق طبيعية أعلى من المعتاد في أجزاء كبيرة من جنوب وشرق أستراليا من قبل مركز أبحاث بوش-فاير والمخاطر الطبيعية. ولاحظت التوقعات أن كوينزلاند سجلت الفترة التاسعة الأكثر جفافاً والرابعة على التوالي من أبريل إلى نوفمبر. سجلت نيو ساوث ويلز رابع فترة سخونة فكانت الثامنة بين أكثر المناطق جفافاً على الإطلاق، بينما كانت فيكتوريا في المرتبة الثالثة عشرة الأكثر جفافاً والسابعة على الإطلاق. قدمت السلطات في نيو ساوث ويلز بداية موسم حرائق الغابات في معظم أنحاء الولاية من أكتوبر إلى بداية أغسطس.

## حرائق وفق الولاية أو الإقليم

### نيو ساوث ويلز
يوليو
شهدت نيو ساوث ويلز 525 حريقًا في الأسبوع الأخير من يوليو، أي أكثر من ضعف العدد عن العام السابق.
أغسطس
في 15 أغسطس نشب حريق بالقرب من بيجا فأتلف حوالي 2,300 ها (5,700 أكر) من أراضي الأدغال التي يتعذر الوصول إليها والممتلكات المهددة. حريق آخر في حديقة Budawang الوطنية بالقرب من اولادولا Ulladulla أتلف 1,516 ها (3,750 أكر) وحريق ثالث بالقرب من Nowra أدى لتدمير المباني الخارجية وأجبر السكان على الإجلاء. توفي رجل إطفاء يدعى آلان تالي في 17 أغسطس عندما تحطمت طائرته الهليكوبتر أثناء إطفاء النيران بالقرب من اولادولا. اندلع حريق بالقرب من سولت آش، شمال نيوكاسل في 18 أغسطس، وبعد يومين أحرق 2,000 ها (4,900 أكر)، في 20 أغسطس كانت 70 حريقًا مشتعلة في جميع أنحاء الولاية.

### فيكتوريا
مارس
في 1 مارس أشعلت عدة حرائق في شرق الولاية. دمر حريق في حديقة بونييب الحكومية 29 منزلاً و67 مبنى خارجي وحظائر خلال اليومين التاليين.

### كوينزلاند
نوفمبر
وبحلول 30 نوفمبر، نشب 144 حريقًا في جميع أنحاء ولاية كوينزلاند في نهاية الأسبوع حيث قام 200 من رجال الإطفاء بالمساعدة. أدت درجات الحرارة المرتفعة والرياح الشديدة إلى صعوبة الموقف، ودُمر منزلان و15 سقيفة إضافة إلى 14 منزل أخرى قد تضررت.

### تسمانيا
يناير
بدأت سلسلة من حرائق الغابات في ولاية تسمانيا في أواخر شهر يناير نتيجة ضربات البرق. فقدت أربعة منازل وعدة بنايات خارجية أثناء الحرائق، بما في ذلك تشرشل هت، الذي بناه إلياس تشرشل في عشرينيات القرن العشرين. ظلت هذه الحرائق مشتعلة حتى 1 فبراير.

### غرب أستراليا
أكتوبر
اندلع حريق في 11 أكتوبر على بُعد 120 كـم (75 ميل) جنوب شرق بروم فاحترقت مساحة 880,000 ها (2,200,000 أكر). أدت الظروف المعاكسة والموقع البعيد ونقص المياه إلى اندلاع الحريق وتم استخدام الطائرات لمقاومته.
يناير
في منتصف يناير شهد جنوب غرب أستراليا موجة حارة كبيرة أدت إلى اندلاع حريق كبير في كولي في 21 يناير، مما عرض معظم كولي للخطر. تم اخماد الحريق في اليوم التالي. حوالي 160 ها (400 أكر) أحرقت وأصيب أربعة من رجال الإطفاء.
فبراير
في 7 فبراير، اندلعت حرائق غابات كبيرة في محمية فورستديل ليك الطبيعية في فورستديل، والتي وضعت ضواحي فورستديل وهاريسديل وبيارا ووترز في وضع الطوارئ. احترق أكثر من 144 ها (360 أكر) مع العديد من المركبات ودمر منزل واحد.